# Veľké Ludince
Veľké Ludince (in ungherese Nagyölved) è un comune della Slovacchia facente parte del distretto di Levice, nella regione di Nitra.